# Quartier Sainte-Avoye
Quartier Sainte-Avoye är Paris 12:e administrativa distrikt, beläget i tredje arrondissementet. Distriktet är uppkallat efter den heliga jungfrumartyren Avoye av Sicilien (död omkring 234).
Tredje arrondissementet består även av distrikten Arts-et-Métiers, Enfants-Rouges och Archives.

## Byggnadsverk och gator
- Jardin Anne-Frank
- Musée d'Art et d'Histoire du judaïsme
- Passage Sainte-Avoie
- Impasse Berthaud
- Rue aux Ours
- Saint-Julien-des-Ménétriers

## Bilder
| - De fyra administrativa distrikten i Paris tredje arrondissement. - Jardin Anne-Frank. - Passage Sainte-Avoie. |

## Kommunikationer
- Tunnelbana – linje  – Rambuteau